# Musa mannii
Musa mannii là một loài thực vật có hoa trong họ Musaceae. Loài này được H.Wendl. ex Baker miêu tả khoa học đầu tiên năm 1892.